# Edmundo González Urrutia
Edmundo González Urrutia (La Victoria, 29 d'agost de 1949) és un polític, diplomàtic i analista polític veneçolà. Afirma ser el president electe de Veneçuela sota la Plataforma Unitària (PUD), amb el 67% dels vots (7.173.152) a les eleccions presidencials de 2024. Aquest resultat es basa en el 81,85% dels minuts recollits pel PUD. També va ser ambaixador de Veneçuela a Argentina i Algèria.

## Primers anys i educació
González va néixer a La Victoria, Aragua, el 29 d'agost de 1949. Es va llicenciar en estudis internacionals a la Universitat Central de Veneçuela i va obtenir un màster en relacions internacionals a la Universitat Americana el 1981.

## Carrera diplomàtica
González va començar la seva carrera diplomàtica treballant al Ministeri d'Afers Exteriors de Veneçuela. Va viure als Estats Units el 1978, exercint de primer secretari de l'ambaixador de Veneçuela als Estats Units.
De 1991 a 1993, González va ser ambaixador de Veneçuela a Algèria. Va ser director general de Política Internacional del Ministeri d'Afers Exteriors de 1994 a 1999. A finals de febrer de 1999, González va arribar a l'Argentina al costat del recentment inaugurat president de Veneçuela, Hugo Chávez, rebent les seves credencials per exercir d'ambaixador. A l'Argentina, va promoure l'entrada de Veneçuela al Mercosur. El seu càrrec com a ambaixador a l'Argentina va acabar l'any 2002.

## Carrera política
Del 2013 al 2015, González va ser el representant internacional de l'aliança política de l'oposició veneçolana, la Taula d'Unitat Democràtica (MUD). A la dècada dels 2020 va esdevenir el president de l'aliança política de l'oposició, la Plataforma Unitària, successora de MUD. Després que el Consell Nacional Electoral (CNE) declarés María Corina Machado, que va guanyar les primàries presidencials de la Plataforma Unitària del 2023, inelegible per ocupar càrrecs polítics a les eleccions presidencials veneçolanes del 2024, i la candidata a la substitució de Machado, Corina Yoris, es va enfrontar a complicacions que li van impedir registrar la seva candidatura., González va quedar inscrit com a candidat a la presidència de la Plataforma Unitària. El 26 de març de 2024, el CNE va confirmar que González era candidat a les eleccions presidencials de 2024

### Eleccions presidencials de 2024
Segons els resultats anunciats pel PUD, que cobreixen el 81,85% dels registres electorals recollits, González és escollit matemàticament amb el 67% dels vots (7.173.152), derrotant a Maduro, que va obtenir el 30% dels vots, amb un total de 3.250.424.
El govern del Perú va reconèixer a Edmundo com a president electe de Veneçuela. El cap de la diplomàcia nord-americana per a l'hemisferi occidental, Brian Nichols, també va declarar que González va derrotar a Maduro. A més, els governs d'Argentina, Costa Rica, Equador, Panamà i Uruguai també van reconèixer González Urrutia com a president electe de Veneçuela.
El cap de la diplomàcia nord-americana, Antony Blinken, va declarar que Edmundo González va guanyar les controvertides eleccions presidencials de Veneçuela. "Ateses les proves aclaparadores, és clar per als Estats Units i, el que és més important, per al poble veneçolà, que Edmundo González Urrutia va guanyar la majoria de vots a les eleccions presidencials de Veneçuela del 28 de juliol", va dir Blinken en un comunicat.
No obstant això, el Consell Nacional Electoral (CNE) va declarar Maduro reelegit amb el 51,20% dels vots, enfront del 44,2% d'Edmundo, amb el 80% de les urnes escollides. Molts països van considerar fraudulents els resultats electorals de Maduro.
El 2 de setembre de 2024, a instàncies de la Fiscalia, el Jutjat Especial de Lluita al Terrorisme I de Caracas va emetre una ordre de detenció contra ell, entre d'altres, per acusacions d'"usurpació de càrrecs, falsificació de documents i vincles amb financers". del terrorisme”. Des d'aleshores, González ha estat considerat com a amagat.
El 8 de setembre de 2024, Edmundo González, objecte d'una ordre de detenció sol·licitada pel Ministeri Públic i acceptada per la justícia veneçolana, va arribar a Espanya després de rebre la seva sol·licitud d'asil acceptada pel país europeu. El mateix dia, va declarar en un àudio que continuarà 'en la lluita' després de la seva arribada a Espanya.
El 12 de setembre de 2024, Edmundo González es va reunir amb el president del govern espanyol, Pedro Sánchez, que li va concedir asil polític.